# Манастир Рибњак
Манастир Рибњак је манастир Српске православне цркве Манастир посвећен Светом Василију Острошком, у народу је познат као манастир Рибњак. Манастир Рибњак је обновљен, или боље рећи саграђен, на темељима древног манастира Светог Јована Крститеља из времена Јелене Анжујске, жене краља Уроша I Немањића.

## Старија Прошлост
Градња храма Светог Јована може се датирати послије 1250, највјероватније осамдесетих године 13. вијека. До наших дана, овдје су постојали темељи једнобродне цркве издужене основе, са правоугаоном апсидом према истоку. Саграђена је била од доста добро отесаних квадара кречњака. Дугачка је била око 10, а широка 4 метра. По средини је имала свод, који је ојачавао зидове и кров цркве. Кров је био двосливан. На западу, изнад врата, били су розета и звоник на преслицу. Нема података ко је био неимар, али се може претпоставити да је са овога подручја, јер је краљица Јелена одавде водила мајсторе који су градили њену монументалну грађевину, манастир Градац на Ибру. Постоји предање да је, скоро истовремено са црквом на Рибњаку, краљица Јелена саградила и цркву Светог Илије на брду Волујици, изнад барског залива.

## Ближа Прошлост
Када је црногорска војска, новембра 1877. године, ослобађала Бар главнина војске улогорила се на заравни Рибњак, да предахне. Ту су и заноћили, а са њима и књаз Никола Петровић Његош. Књаз се испео на брдо Градац, изнад саме заравни, одакле се простирао видик на све стране и ту заспао. У сну му се јавио Свети Василије Острошки и, како блиско предање каже, рекао да ће заузети град Бар о Божићу. Тако је и било. Борбе око тврђаве биле су жестоке и Турци су, из дана у дан, све више долазили у безизлазан положај. Коначно, 9. јануара 1878. године, истакли су бијелу заставу. Потом је црногорска војска, на челу са књазом Николом, свечано ушла у Бар. Књаз Никола је имао на уму завјет који је дао да ће подићи цркву на оном мјесту гдје му се јавио Свети Василије и рекао му да ће о Божићу ослободити Бар, што се и догодило. Храм је освећен 12. маја 1879. године, на дан Светог Василија Острошког, од стране митрополита Илариона Рогановића. Освећењу је присуствовао књаз Никола са свитом. Остало је у народном памћењу колико је ова црквено народна свечаност била величанствена, и од тада црквено народно саборовање на Рибњаку за Васиљевдан прераста у традицију.

## Галерија
- Црква светог Василија Острошког изнад манастира. Обновио (подигао) ју је Никола I Петровић 1886. године.
- Црква св. Василија Острошког и велики бијели крст су на брду изнад манастира
- Крст изнад манастира и поглед на град Бар
- Освећење цркве св. Петра и Павла у манастиру, 13. јула 2019. године (дан након Петровдана). Црква Светих апостола Петра и Павла у Расу је била узор при градњи ове цркве
- Олтар цркве св. Петра и Павла прије освећења
- Освећење часне трпезе. У паганска времена крв жртвене животиње је освештавала, а у хришћанству крв замјењује вино
- Фреска светих апостола Петра и Павла. У руци апостола је приказана макета те цркве која је посвећена њима у спомен
- Духовна поука о пролазности живота, написана у облику епитафа у манастирском дворишту, у близини малог гробља